# Dyschirus brevispinus
Dyschirus brevispinus är en skalbaggsart som beskrevs av Leconte 1878. Dyschirus brevispinus ingår i släktet Dyschirus och familjen jordlöpare. Inga underarter finns listade i Catalogue of Life.